# Otto II van Olomouc
Otto II van Olomouc ook bekend als Otto de Zwarte (gestorven op 18 februari 1126) was hertog van Olomouc en Brno, twee hertogdommen in Moravië.

## Levensloop
Hij was de tweede zoon van Otto I van Olomouc en Euphemia van Hongarije. Na de dood van hun vader werden Otto, zijn oudere broer Svatopluk en hun moeder in 1088 uit Olomouc verjaagd. In 1091 mochten ze terugkeren en werd zijn broer Svatopluk hertog van Olomouc. Nadat Svatopluk in 1107 hertog van Bohemen werd, volgde Otto hem op.
Nadat Svatopluk tijdens een veldtocht naar Hongarije en Polen omkwam, werd Otto door een deel van de Boheemse adel uitgeroepen tot de nieuwe hertog. Het grootste deel van de adel koos echter zijn neef Wladislaus I tot hertog. Otto en Wladislaus waren vanaf dan voortdurend in strijd over de Boheemse troon en Wladislaus liet Otto van 1110 tot 1113 gevangenzetten. In 1113 kon hij terugkeren naar Olomouc en in 1123 werd hij ook hertog van Brno.
Nadat Wladislaus overleed, hoopte Otto in 1125 wegens het toen geldende senioraatsprincipe de nieuwe hertog van Bohemen te worden. Hij werd daarin gesteund door Wladislaus' weduwe Richeza van Berg en keizer Lotharius III. De nieuwe hertog van Bohemen werd echter Wladislaus' broer Soběslav. Lotharius weigerde Soběslav te erkennen en trok met een leger Bohemen binnen. In februari 1126 vond de Slag bij Chlumec plaats, waarbij Otto en Lotharius het opnamen tegen Soběslav. Soběslav won deze veldslag overtuigend, Otto sneuvelde en Lotharius werd gevangengenomen. Nadat Lotharius Soběslav had erkend als hertog, werd hij vrijgelaten. 
Hij huwde rond 1113 met Sophie van Berg, dochter van graaf Hendrik I van Berg. Ze kregen drie kinderen:
- Euphemia (geboren rond 1115)
- Otto III (1122-1160), van 1140 tot 1160 hertog van Olomouc.
- Svatopluk